# NGC 30
NGC 30 és una estrella doble que es troba a la constel·lació del Pegàs.
Va ser descoberta el 30 d'octubre de 1864, per l'astrònom alemany Albert Marth.